# Tanka (bensinstationskedja)

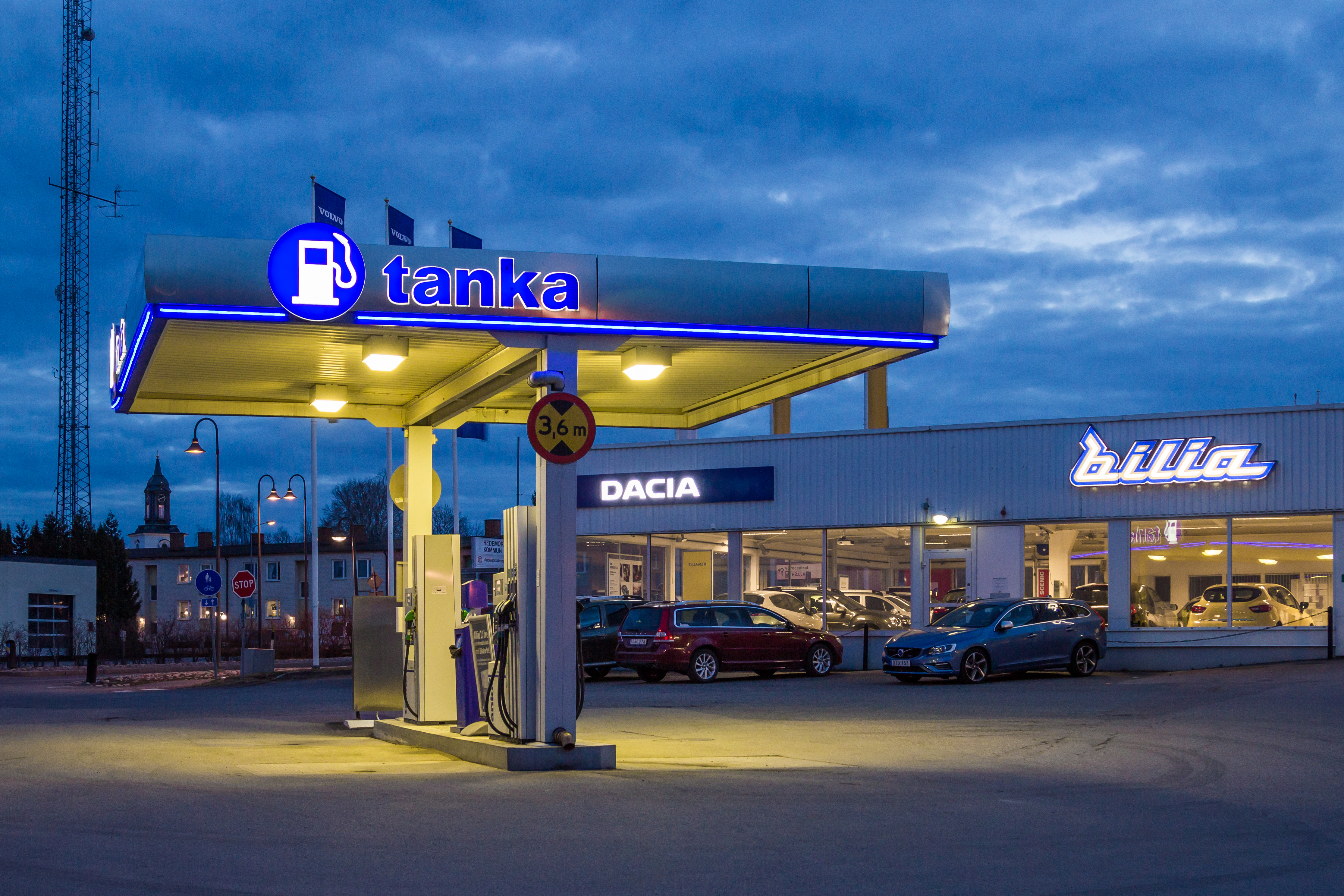
Tankastation i Hedemora.

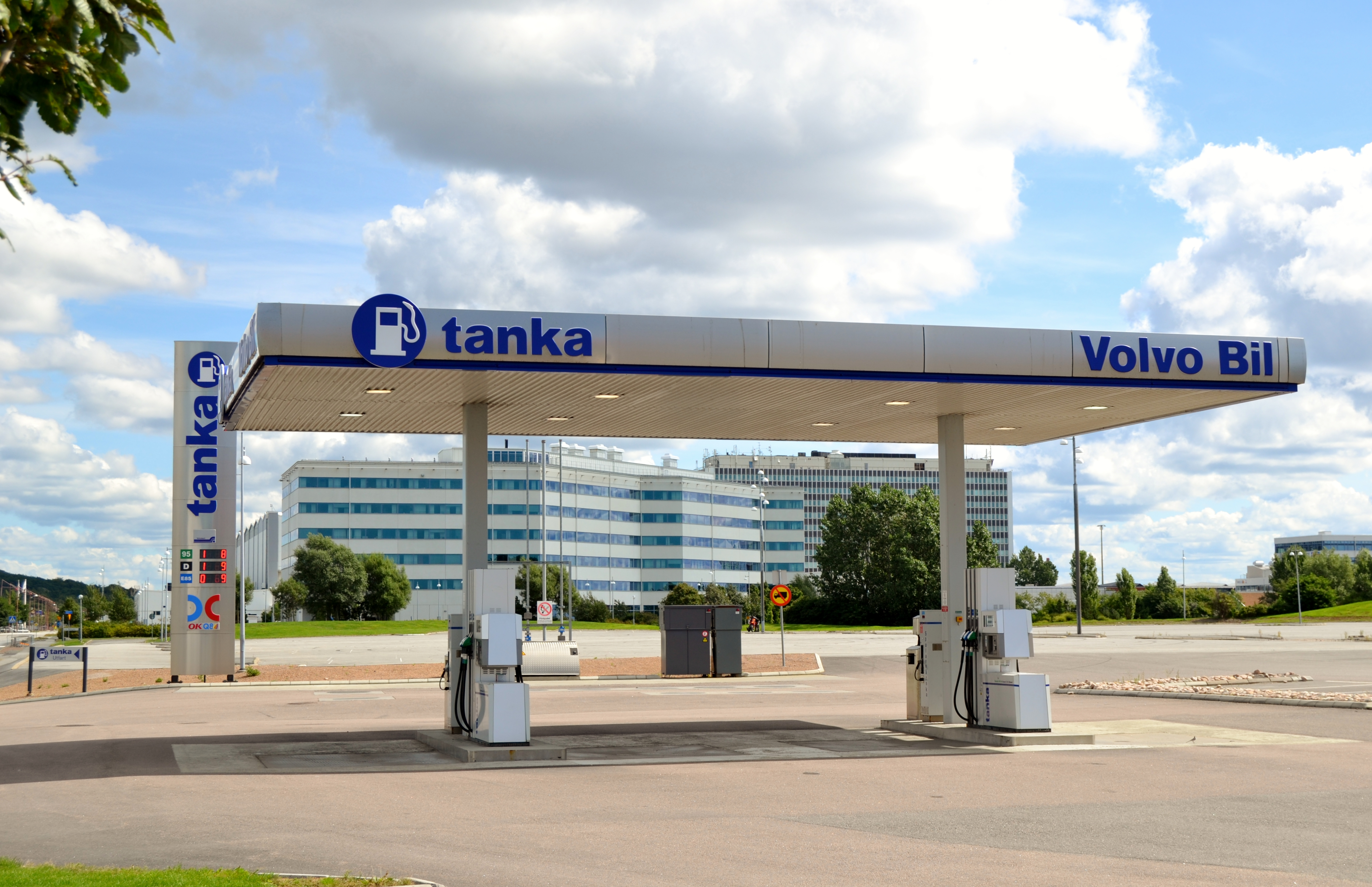
Tankastation i Arendal, Göteborg.

Tanka är en bensinstationskedja som finns runt om i Sverige hos Volvo- och Renaulthandlare och även som fristående automatstationer, totalt finns det 159 stationer (2022).